# Fonderie de La Voulte-sur-Rhône
La fonderie de La Voulte-sur-Rhône est une fonderie située à La Voulte-sur-Rhône, en France.

## Localisation
La fonderie est située sur la commune de La Voulte-sur-Rhône, dans le département français de l'Ardèche.

## Historique
La mine de fer de La Voulte, située sur le site de la Boissine, exploitée à la fin de l’Ancien Régime, fut acquise en 1812 par les sidérurgistes lyonnais Frerejean pour alimenter un haut fourneau à Vienne. Louis Frerejean fondent en 1823 avec les Blumenstein, autres grands sidérurgistes lyonnais, la Compagnie des forges Loire et Isère qui devint la plus importante entreprise sidérurgique de la région dans les années 1860. Son développement conduisit la compagnie à édifier à La Voulte une batterie de quatre fourneaux au coke. Établie sur les plans du capitaine d'artillerie (en congé sans solde) Frédéric Jacques Culmann, l’usine fut en service en 1828.
En 1839, des modifications sont apportées aux statuts de la compagnie qui prit la dénomination de « Compagnie des fonderies et des forges de la Loire et de l'Ardèche ».
En 1846, la construction de deux hauts fourneaux augmente la capacité de production de 16 000 tonnes de fonte par an, plaçant l’usine parmi les toutes premières de France. Ces hauts fourneaux sont en forme de tour pyramidale en brique (renforcées à l’origine par des rangées de tirants en fer horizontaux), hauts d’une dizaine de mètres, et dont l’intérieur, circulaire, est tapissé de briques réfractaires. En 1858, la compagnie prit la dénomination de « Compagnie des fonderies et forges de Terre Noire, La Voulte, Bessèges ».
L’activité des fonderies atteint son apogée vers 1870, puis son déclin arrive, entraînant la fermeture de l'usine en 1889, puis des mines en 1892.
L’appareil de production s’organisait sur quatre niveaux : au sommet, une voie ferrée conduisait le minerai depuis les galeries jusqu'à l’usine pour être versé dans les entrepôts. Sur cette même terrasse se trouvaient également des entrepôts pour le coke. Le chargement des hauts fourneaux et le mélange minerai/charbon étaient effectués par les ouvriers en contrebas. La partie basse abritait des bâtiments qui protégeaient les machines soufflantes et leurs chaudières. La gare d’eau, depuis comblée, faisait face aux fourneaux et aux chaudières. Un canal de 300 mètres rejoignait le Rhône. Une rampe inclinée au sud de ce bassin, équipée de rails, montait le coke de Rive-de-Gier.
Après la Seconde Guerre mondiale, le site fut racheté pour y installer une filature, et fut ensuite acquis par la municipalité. II fut abandonné pendant des dizaines d’années et disparut dans la végétation. Le site est aujourd'hui restauré et peut être visité.

## Protection
Les entrepôts à coke et à minerai, les fours à griller, les rampes pour wagonnets, le quai de déchargement, les galeries, les magasins de coke, la halle de coulée, les bâtiments de souffleries et chaudières (à l'exclusion des bâtiments postérieurs), ainsi que le sol des parcelles du site et son mur de clôture sont inscrits au monuments historiques par arrêté du 2 avril 1996. Les quatre hauts fourneaux de 1827 et 1845 sont classés au titre des monuments historiques par arrêté du 5 juillet 1996.